# 남성성

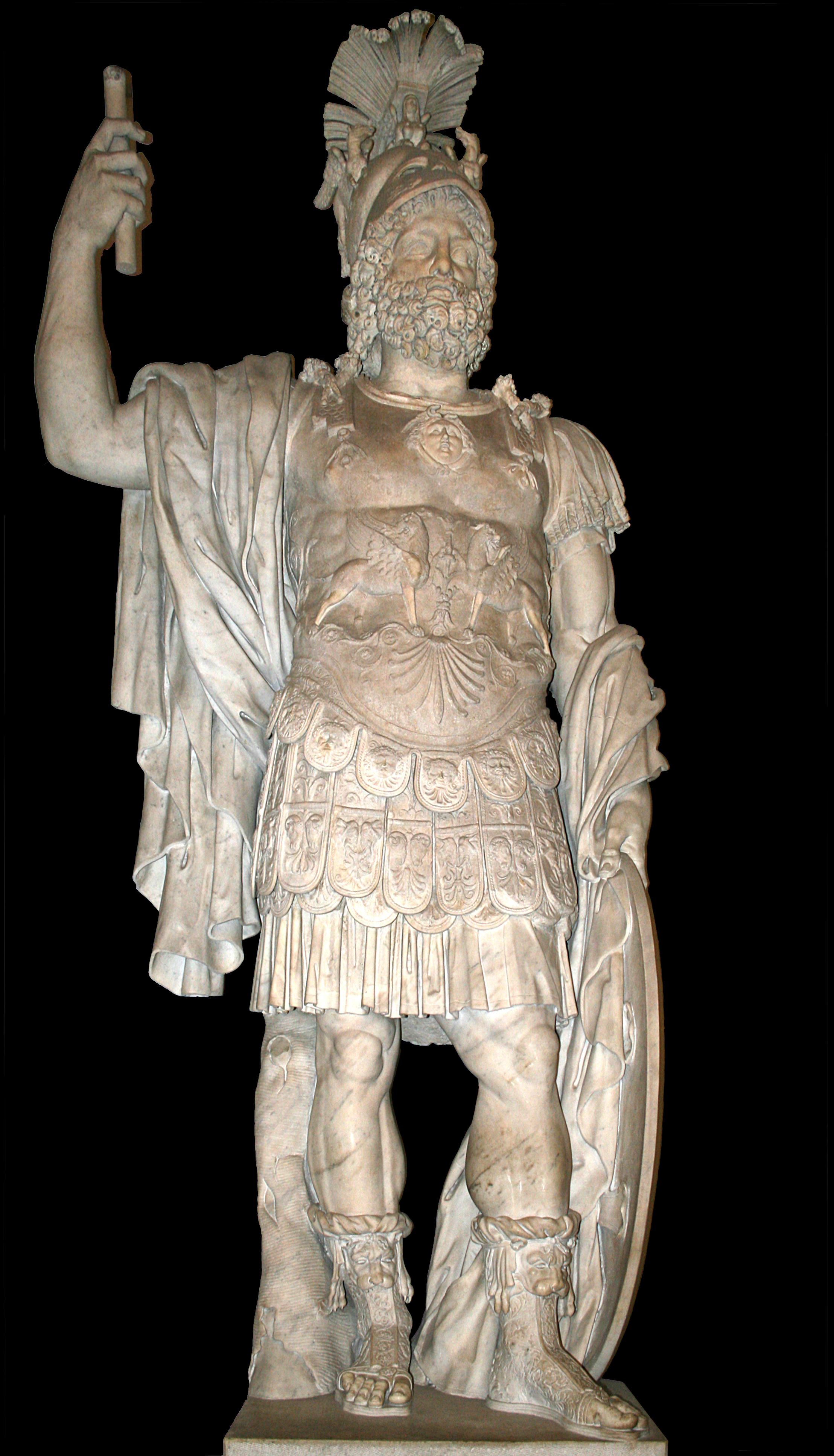
로마 신화에서 마르스는 전쟁과 남성성의 신이었다.

남성성(男性性)은 사회적 성을 다루는 사회학의 일부에 있는 젠더 정체성이다. 남성과 구별된다. 전통적으로 서양 사회에서의 남성성은 용맹함, 독립적임, 단호한 태도이다.

## 같이 보기
- 여성성